# 古文献学
古代文献学（英語：Diplomatics），乃一门批判性分析和研究的文献的学科。这个文献特别指历史文献，但也不完全是。它聚焦于文献创建者所使用的公约，议定书和公式，并利用他们来增进文献创建、信息传递过程和文献记录和事实之间关系的理解。
这门学科最初为一门研究和确定英国皇家和梵蒂冈秘密档案馆签发的章程和文凭的真实性。之后，它被应用于其它类型的官方文件、法律文书和非公文文书如私人信件。最近，开始应用于对元数据的电子记录。
古代文献学是一种研究历史的辅助科学。它不应该被它的姊妹学科古文字学所混淆。事实上，它的技术有许多的共同点，如对文字考证和历史考证。
本笃会僧侶让·马比雍1681年的論文集，定出此字彙。